# Курица и клёцки
Курица и клёцки — блюдо, которое состоит из курицы, сваренной в воде, полученный бульон из которой используется для приготовления клёцек путём кипячения. Дамплинг в данном случае — это бисквитное тесто, представляющее собой смесь муки, разрыхлителя и жидкости (воды, молока, пахты или куриного бульона). Клёцки либо раскатывают плашмя, либо формируют в шарики или в один шар.
Это популярное блюдо домашней кухни, широко распространённое на юге и среднем западе Соединённых Штатов Америки, которое также считается франко-канадским блюдом, появившимся во времена Великой депрессии. Некоторые источники утверждают, что курица и клёцки как отдельное блюдо появились на юге США в эпоху гражданской войны и считались основой питания в тяжёлые времена. Одной из самых ранних версий рецепта были клёцки из кукурузной муки, приготовленные с зеленью репы. Курица и клёцки как блюдо готовится из тушёного куриного мяса, бульона, полученного в результате тушения курицы, нескольких видов клёцек, а также соли и перца для приправы. Иногда в бульон добавляют мелко нарезанные овощи, такие как морковь и сельдерей, а в тесто для клёцек добавляют такую зелень, как укроп, петрушка, тимьян или зелёный лук.

## Приготовление
В продаже есть различные виды курицы и клёцек, в том числе консервированные и замороженные варианты этого блюда. Замороженные сырые клёцки, обычно представляющие собой очень плоские полоски размером примерно 1х4 дюйма, можно приготовить в любом бульоне. Консистенция готового блюда, как домашнего, так и покупного, может варьироваться от жидкого супа до очень густой запеканки, которую легко можно есть вилкой. Для придания более густой консистенции клёцки нужно ещё немного подержать на медленном огне и/или добавить муку или другой загуститель непосредственно в бульон. Мучные тортильи или печенье в банке, тонко раскатанные на посыпанной мукой поверхности и нарезанные полосками, — это быстрая и простая замена домашнему тесту. Для придания пышности в рецепт можно добавить сливочное масло. Поскольку куриное мясо станет сухим и жёстким, если его варить достаточно долго, курицу или её части вынимают из бульона перед добавлением клёцек. Пока варятся клёцки, мясо отделяют от костей. Когда клёцки будут готовы, а густой бульон заправлен, курицу кладут в бульон. После этого блюдо готово к подаче.

## Варианты
В варианте, известном как «курица и тесто (англ. chicken and pastry)», используется широкая плоская лапша в виде ролла из бисквитного теста. В этом случае это блюдо иногда считается отличным от «курицы и клёцек», которые обычно готовят из небольших шариков теста, а не из плоских полосок. В регионе Аппалачи в США это блюдо называется «курица и полоски (англ. chicken and slicks)». Пенсильванские немцы называют это блюдо «ботт бой». Суп с курицей и клёцками — ещё один вариант блюда.

### Ботт бой
Ботт-бой (англ. bott boi) — это суп, популярный в центральной и юго-восточной Пенсильвании, который на юге США также называют курицей и клёцками. Не имеющий никакого сходства с запечённым блюдом, известным в других странах как «пирог в горшке» (в Пенсильвании его называют «мясным пирогом»), ботт-бой состоит из крупной квадратной лапши и такого мяса, как курица, ветчина или говядина, тушёных в бульоне. Также часто могут добавлять в блюдо картофель, морковь или сельдерей. Шафран также может быть добавлен в качестве ароматизатора, особенно в ресторанах, обслуживающих нишевый рынок среди фермеров Пенсильвании.
Созданный для того, чтобы использовать остатки, пенсильванский «пирог в горшке» был создан на основе более распространённого вида выпечки. Характерная для этого региона лапша стала одним из основных продуктов питания немцев и англичан в Пенсильвании. Простота приготовления в больших количествах сделала его популярным для проведения мероприятий по сбору средств, общественных обедов и других крупномасштабных мероприятий.

#### Приготовление
Ботт-бой — это суп из плотного теста, сваренного в курином бульоне. Курицу можно заменить индейкой или другой домашней птицей. В бульон можно добавить картофель и различные овощи, а также приправить шафраном. Простое тесто готовится из муки, яиц и небольшого количества воды или молока.